# Asmara
Asmara ([asˈmaːra], Tigrinya ኣስመራ, Asmera, arabisch أسمرة) ist die Hauptstadt und die mit Abstand größte Stadt Eritreas.

## Geografie
Die Stadt liegt auf einer Höhe von 2325 Metern am Rand des Hochplateaus, das von hier steil zu der geologischen Senke abfällt, die sich durch die Spreizungszone zwischen Afrikanischer und Arabischer Platte gebildet hat und in deren tiefster Zone sich das Rote Meer befindet.
Asmara ist die größte Stadt des Landes. Das CIA World Factbook schätzt die Zahl auf mehr als 1 Mio. Einwohner (Stand 2022). Hierbei muss allerdings berücksichtigt werden, dass das CIA World Factbook die Gesamteinwohnerzahl Eritreas fast doppelt so hoch schätzt wie die UN und damit wahrscheinlich auch die Einwohnerzahl Asmaras zu hoch schätzt.

## Geschichte

### Vor der Kolonialzeit

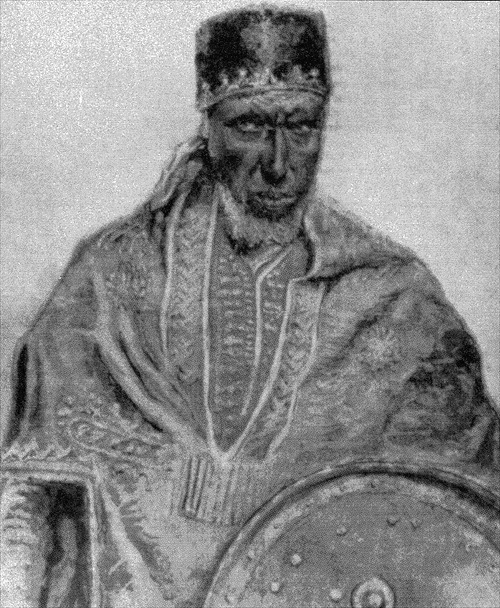
Ras Alula, Gouverneur des Reiches Medri Bahri während des Negus Yohannes IV, war einer der Pioniere von Asmara.

Auf dem Gebiet der heutigen Stadt gründeten nach einer mündlichen Überlieferung im 12. Jahrhundert Schafhirten vier Dörfer, die regelmäßig im Konflikt untereinander standen. Deren Frauen sollen eines Tages beschlossen haben, sich zu einigen und Frieden zu schließen. Aus diesem Gründungsmythos leitet sich der Name der Stadt ab, früher ኣርባተ ኣስመራ, Arbate Asmera, was bedeutet: „Die vier haben sich vereinigt“, was später zum heutigen Namen gekürzt wurde. Der moderne Stadtteil, in dem sich der historische Kern der Stadt befand, heißt bis heute Arbate Asmara.

### Italienische Zeit

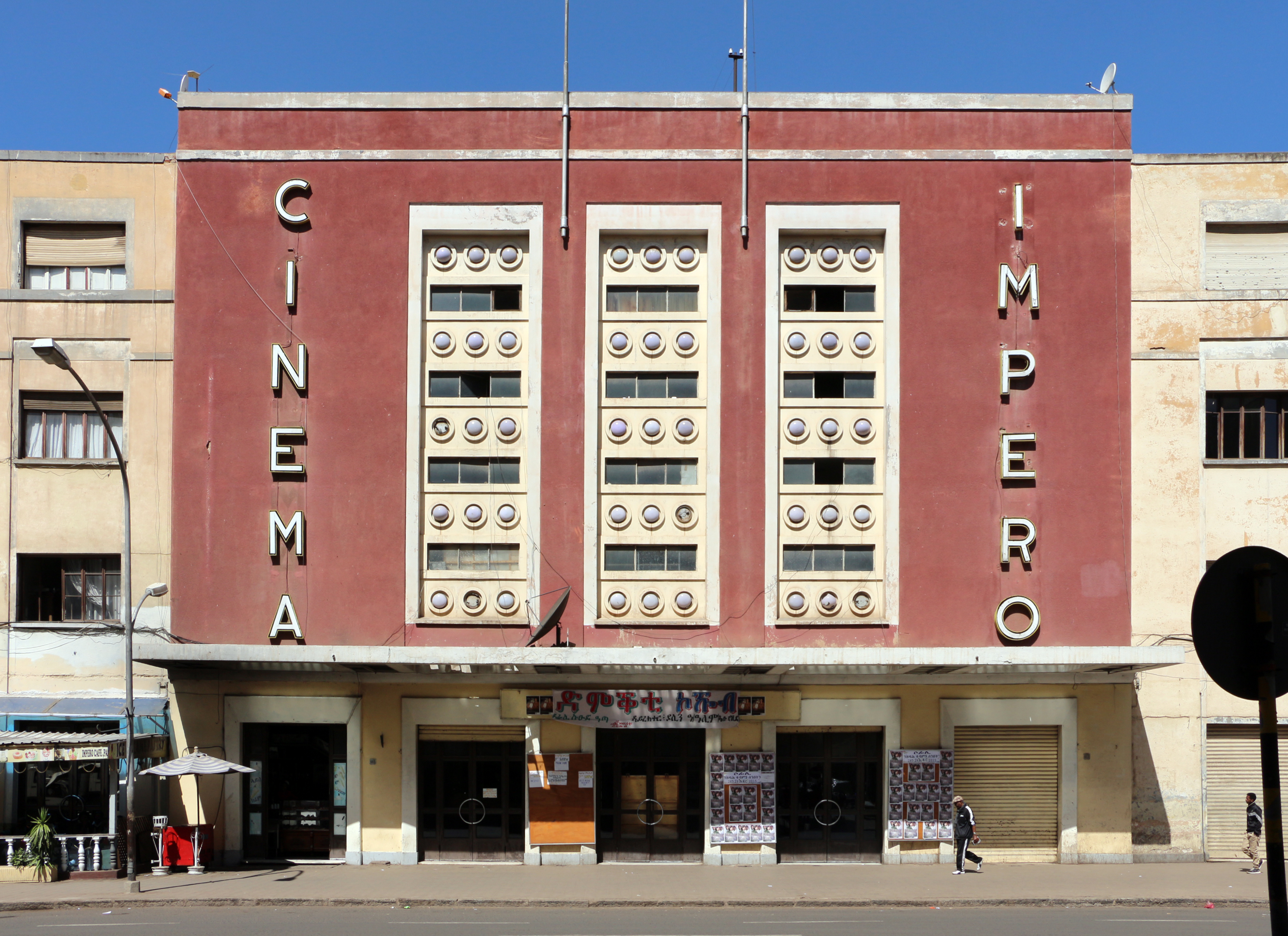
Cinema Impero

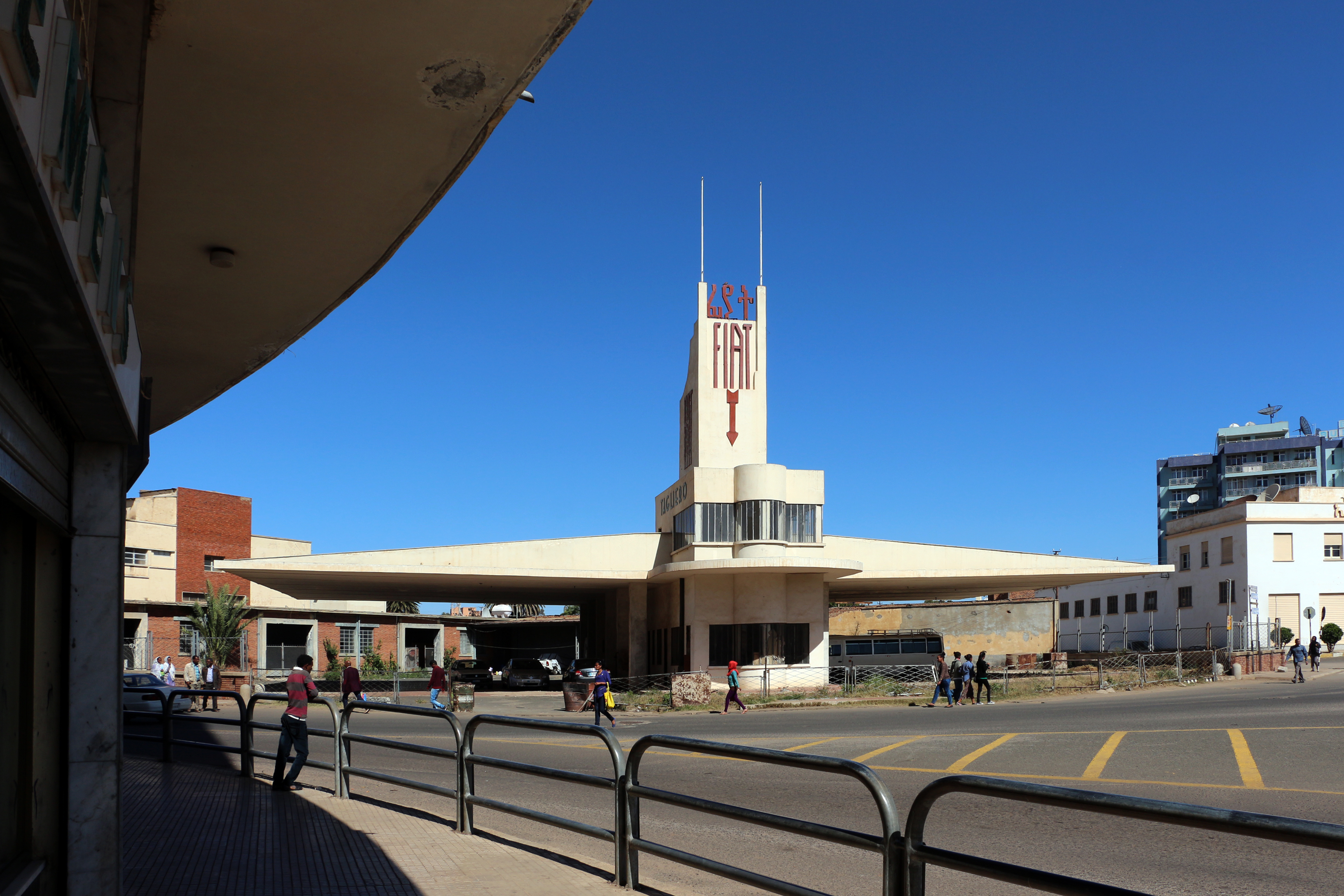
Fiat-Tagliero-Tankstelle

Der äthiopische General Ras Alula, der nach der Besetzung durch Äthiopien 1879 das Gebiet Medri Bahri kontrollierte, befand sich 1884 im Widerstandskampf gegen die italienischen Kolonialtruppen, als er auf einem Hügel von Asmara eine befestigte Residenz gründete. Damit schuf er die Grundlage für die moderne Entwicklung der Stadt. Im Jahr 1889 wurde Asmara von Italien besetzt, das es 1900 anstelle von Massaua zur Hauptstadt der italienischen Kolonie Eritrea machte. 1911 erreichte die Bahnstrecke Massaua–Biscia die Stadt. Ergänzt wurde sie später durch die Straße Massaua–Asmara, weitere Straßenverbindungen in das Hinterland, die Bahnstrecke wurde bis Biscia weiter geführt und 1937 die Massaua-Asmara-Seilbahn zum Hafen Massaua in Betrieb genommen.
Im italienischen Faschismus gewann Asmara spätestens ab 1932 als Zentrum des italienischen Aufmarschgebietes für den Italienisch-Äthiopischen Krieg (1935–1936) stark an Bedeutung und erlebte vor allem durch Zuwanderung aus Italien ein rasantes Wachstum; die Bevölkerung verfünffachte sich auf knapp 100.000 Einwohner, davon mehr als die Hälfte Italiener. Dem Bevölkerungswachstum folgte ein Bauboom zur Bewältigung der neuen Funktionen. Die in der Folge ab der Mitte der 30er Jahre errichteten Gebäude zeichnen sich häufig durch eine moderne und qualitätvolle Architektur aus, die jedoch ohne jede Rücksicht auf die lokale Bevölkerung und traditionelle Strukturen und unter teilweiser Einführung der Rassentrennung verwirklicht wurde.
Aus dieser Zeit sind heute noch zahlreiche Gebäude im Stil des Razionalismo erhalten, der italienischen Ausprägung der klassischen Moderne. Man findet auch Beispiele des Futurismo und des späteren Monumentalismo. Seit 2017 zählt Asmara als „modernistische Stadt Afrikas“ zum UNESCO-Welterbe.
Die Italienische Sprache ist in der Stadt noch oftmals gegenwärtig: Auf den Schachtdeckeln ist die Aufschrift Comune di Asmara – Fognature („Gemeinde Asmara – Abwassernetz“) zu lesen, Bars und Lokale tragen gelegentlich italienischsprachige Namen wie Bar Vittoria, Ristorante Roma, Cinema Impero oder Pasticceria Moderna. Besonders ältere Leute sprechen auch noch sehr gut Italienisch und in der Alltagssprache sind viele italienische Ausdrucksformen wie Andiamo! („Lasst uns gehen!“) oder E allora? („Na und?“) geläufig.

### Britische Kolonialzeit
Am 2. April 1941 besetzte die britische Armee Asmara kampflos, nachdem die italienische Armee nach der Schlacht von Keren kapituliert hatte. Die britische Besatzung betrieb von 1942 bis 1952 eine rigorose Demontagepolitik, die sie als italienische Kriegs-Reparation betrachtete, aber die Infrastruktur des Landes und der Stadt stark schädigte.

### Äthiopische Besetzung
Durch die Föderation mit dem Kaiserreich Abessinien 1952 verlor Asmara seine Rolle als Hauptstadt des Landes. Dieses Versinken in die Provinzialität, die Armut des Landes und die wegen des seit 1961 sich über drei Jahrzehnte erstreckenden Eritreischen Unabhängigkeitskrieges fehlenden Investitionen bewirkten, dass die historische Bausubstanz weitgehend ungestört erhalten blieb.
Am 24. Mai 1991 nahm die EPLF Asmara als letzte Stadt in Eritrea ein.

### Hauptstadt von Eritrea
Mit der Unabhängigkeit Eritreas gewann Asmara 1991 seine Funktion als Hauptstadt zurück. Alle zentralen Behörden des Landes haben hier ihren Sitz. Heute hat sich die Größe der Stadt durch den Bau neuer Büros und Villen und durch Zuzug vom Land gegenüber der Kolonialzeit vervielfacht.

## Klima
|                       | Jan  | Feb  | Mär  | Apr  | Mai  | Jun  | Jul  | Aug  | Sep  | Okt  | Nov  | Dez  |   |      |
| Mittl. Tagesmax. (°C) | 22,6 | 23,9 | 25,3 | 25,8 | 25,8 | 25,8 | 21,7 | 22,0 | 23,2 | 22,0 | 21,6 | 21,6 | ⌀ | 23,4 |
| Mittl. Tagesmin. (°C) | 5,6  | 6,6  | 8,4  | 9,8  | 10,9 | 11,1 | 11,4 | 11,4 | 9,3  | 8,6  | 7,4  | 6,0  | ⌀ | 8,9  |
|                       |      |      |      |      |      |      |      |      |      |      |      |      |   |      |
| Niederschlag (mm)     | 2    | 2    | 14   | 33   | 46   | 42   | 203  | 156  | 22   | 13   | 19   | 4    | Σ | 556  |
|                       |      |      |      |      |      |      |      |      |      |      |      |      |   |      |
| Sonnenstunden (h/d)   | 9,4  | 9,3  | 8,9  | 8,8  | 8,3  | 7,3  | 4,9  | 5,1  | 7,1  | 8,8  | 9,2  | 9,1  | ⌀ | 8    |
|                       |      |      |      |      |      |      |      |      |      |      |      |      |   |      |
| Regentage (d)         | 0    | 0    | 3    | 5    | 6    | 6    | 11   | 12   | 3    | 2    | 2    | 1    | Σ | 51   |
|                       |      |      |      |      |      |      |      |      |      |      |      |      |   |      |
| Luftfeuchtigkeit (%)  | 52   | 47   | 47   | 51   | 45   | 47   | 78   | 79   | 60   | 62   | 68   | 61   | ⌀ | 58,2 |

| 5,6 |

| 6,6 |

| 8,4 |

| 9,8 |

| 10,9 |

| 11,1 |

| 11,4 |

| 11,4 |

| 9,3 |

| 8,6 |

| 7,4 |

| 6,0 |

| 5,6 |

| 6,6 |

| 8,4 |

| 9,8 |

| 10,9 |

| 11,1 |

| 11,4 |

| 11,4 |

| 9,3 |

| 8,6 |

| 7,4 |

| 6,0 |

Aufgrund der Lage in den Kalttropen sind die Tage ganzjährig warm und die Nächte kühl.

## Sehenswürdigkeiten

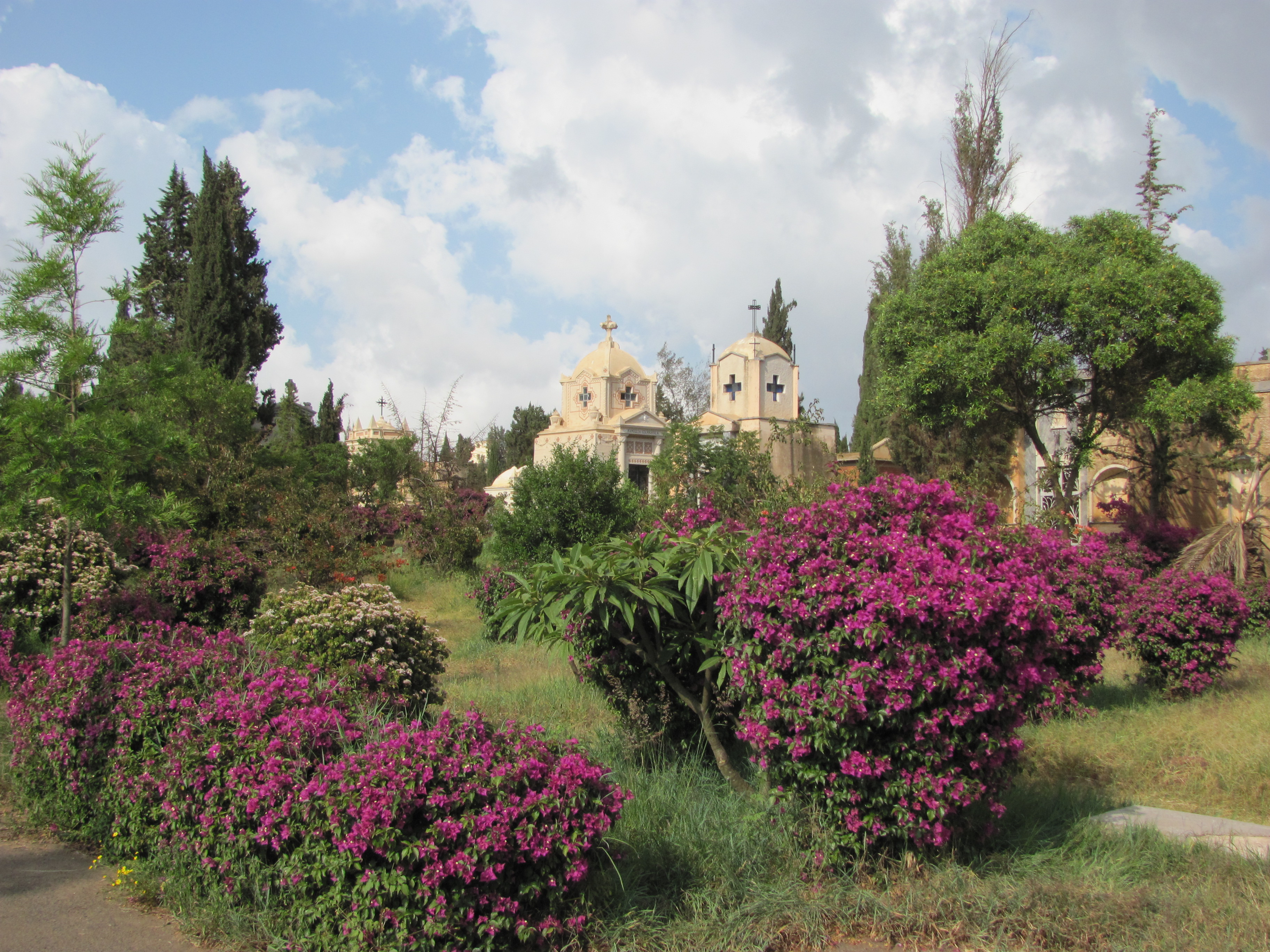
Italienischer Friedhof

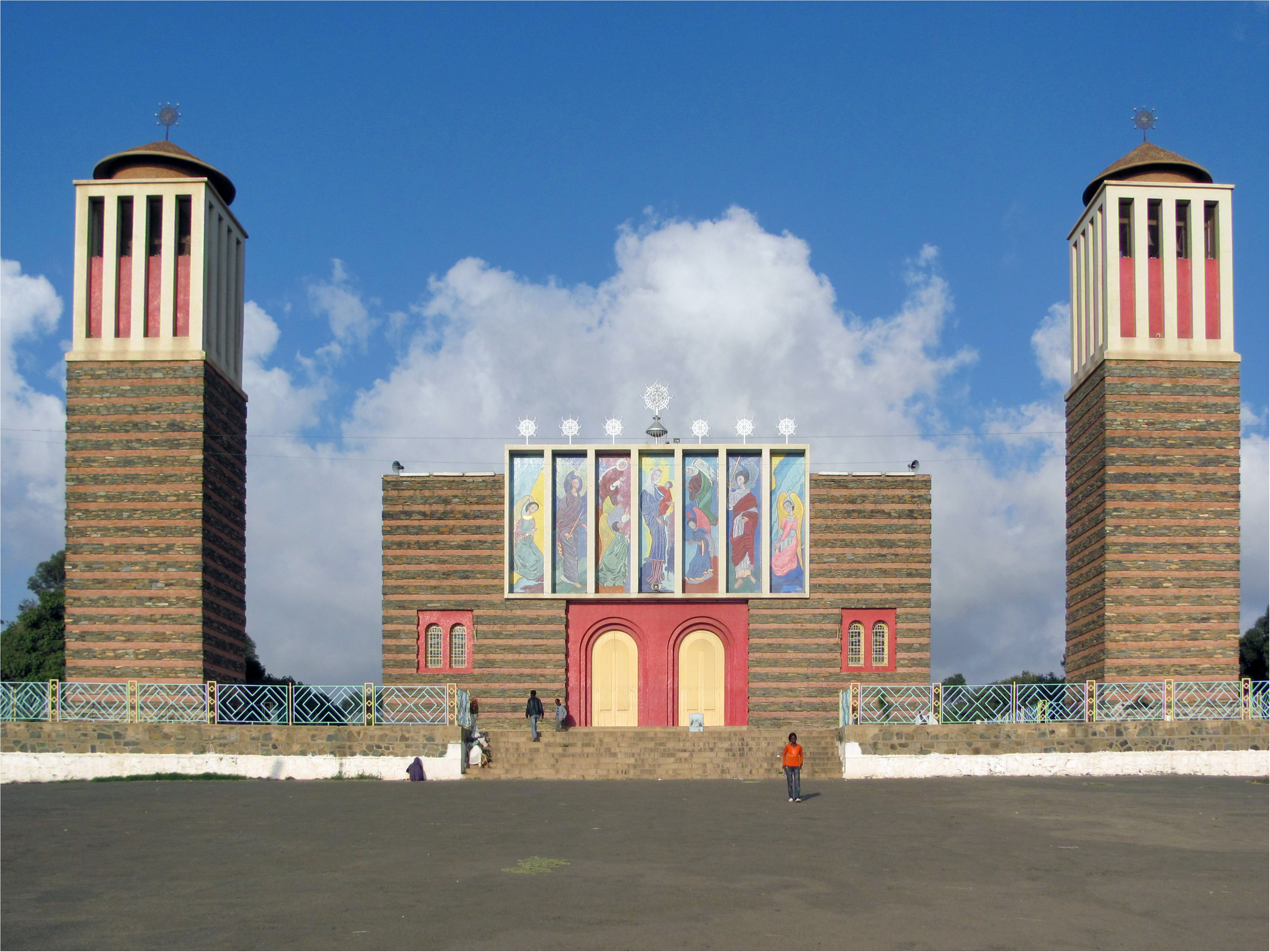
Eritreisch-Orthodoxe Kathedrale Nda Mariam

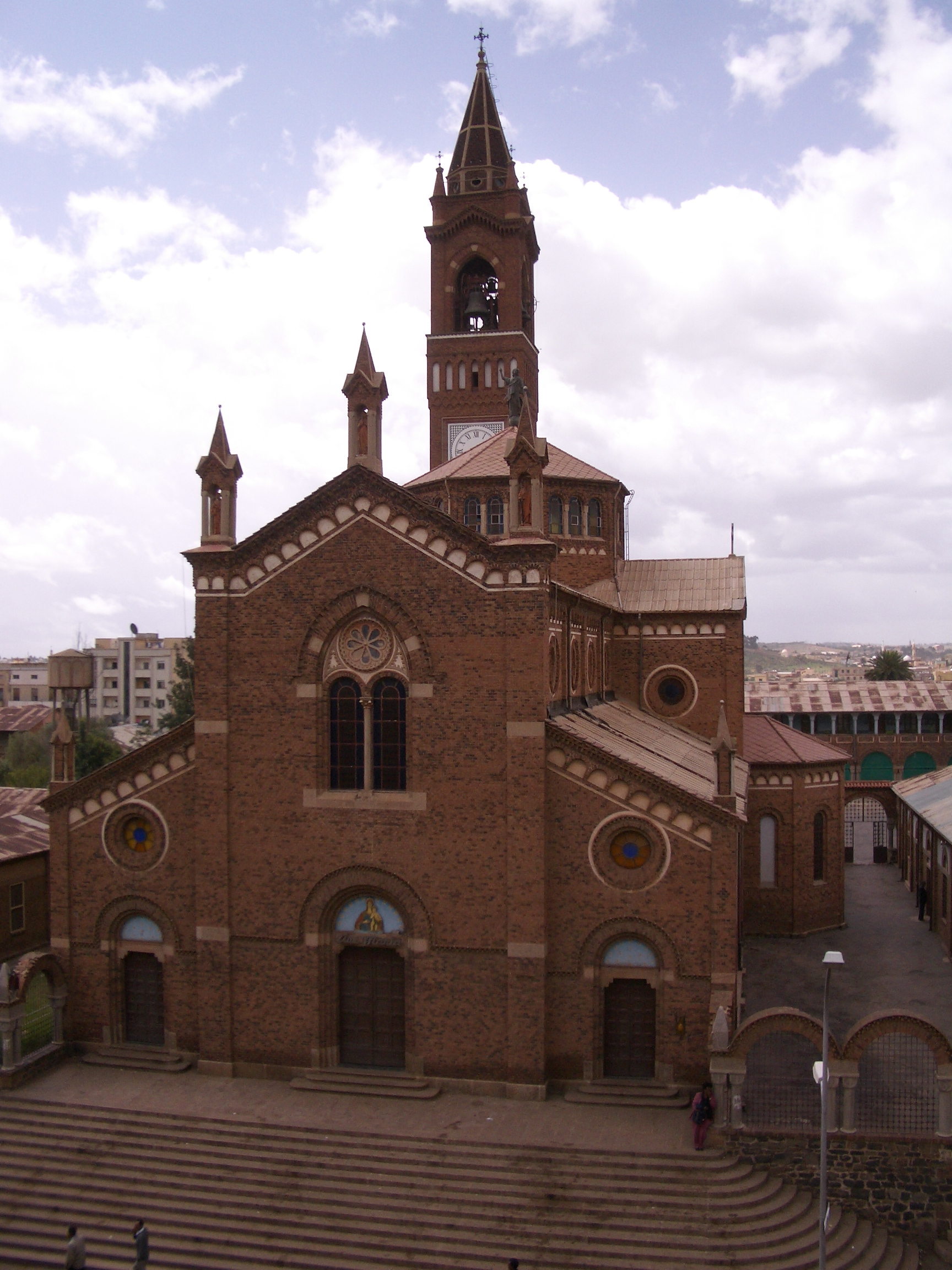
Römisch-katholische Kirche Unserer Lieben Frau vom Rosenkranz

- Eritreisch-orthodoxe Kathedrale Nda Mariam
- Kirche Unserer Lieben Frau vom Rosenkranz, 1923 von Oreste Scanavini[11]
- al-Qulafa-ar-Raschidin-Moschee, 1937 von Guido Ferrazza[11]
- Eritreisch-katholische Kirche Kidane Mehret
- Nationalmuseum Eritrea
- Opernhaus Asmara
- Forte Baldissera (eine Ruine), italienische Festung auf einem Hügel im Südwesten[11]
- Italienischer Friedhof (mit einem jüdischen Friedhof als Abteilung)
- Fiat Tagliero Service Station (Tankstelle) von Giuseppe Pettazi, 1938
- Cinema Impero (Kino) von Mario Messina, 1937
- Cinema Roma (Kino) von Roberto Cappalellano, 1937
- Casa del Fascio (Haus der Faschisten), jetzt Bildungsministerium, 1940 von Bruno Sclafani
- Ministerium für Land, Wasser und Umwelt, 1938
- Cinema Odeon (Kino) von Giuseppe Zacche und Giuseppe Borziani, 1937

## Verkehr
- Flughafen Asmara: Der internationale Flughafen Asmara liegt vier Kilometer südlich von Asmara und ist der einzige des Landes mit Verbindungen ins Ausland.

- Bahn: Asmara ist heute der Endpunkt der einzigen Eisenbahnstrecke des Landes, die von Massaua hierher führt. Die weiterführende Strecke nach Keren und Agordat musste Anfang 1975 aufgrund des Bürgerkriegs ihren Betrieb einstellen und die weiterführende Strecke nach Biscia wurde bereits von der britischen Kolonialmacht als Reparationsleistung demontiert. Auf der Strecke nach Asmara besteht seit 2001 ausschließlich touristischer Betrieb: Sonntags fährt ein Zug nach Nefasit. Im Übrigen können über die Gesamtstrecke Züge gechartert werden.

## Sport
Im November 2011 fanden in Asmara die Afrikanischen Radsportmeisterschaften statt.

## Persönlichkeiten
Söhne und Töchter der Stadt:
- Tadesse Abraham (* 1982), Langstreckenläufer
- Tedros Adhanom (* 1965), Generaldirektor der WHO
- Isayas Afewerki (* 1946), Staatspräsident und Regierungschef Eritreas seit 1993
- Yared Asmerom (* 1980), Marathonläufer
- Hamid Idris Awate (1910–1962), bekanntester Freiheitskämpfer Eritreas
- Natnael Berhane (* 1991), Radrennfahrer
- Nando Cicero (1931–1995), italienischer Filmregisseur, Drehbuchautor und Schauspieler
- Marina Colasanti (1937–2025), italo-brasilianische Autorin, Journalistin und Übersetzerin
- Eyob Ghebrehiwet Faniel (* 1992), italienischer Leichtathlet
- Vittoria Febbi (* 1939), italienische Schauspielerin
- Alganesh Fessaha (* 1948), italienisch-eritreische Menschenrechtlerin
- Eleni Gebrehiwot (* 1984), deutsche Langstreckenläuferin
- Tekle Ghebrelul (* 1969), dänisch-grönländischer Fußballtrainer eritreischer Herkunft
- Filmon Ghirmai (* 1979), deutscher Hindernis- und Langstreckenläufer
- Biniam Girmay (* 2000), Radsportler
- Remo Girone (* 1948), italienischer Schauspieler
- Asmeron Habte (* 1983), Fußballspieler
- Amiaz Habtu (* 1977), Moderator und Rapper
- Mebrahtom Keflezighi (* 1975), US-amerikanischer Langstreckenläufer eritreischer Herkunft
- Desiet Kidane (2000–2021), Radrennfahrerin
- Bruno Lauzi (1937–2006), italienischer Kabarettist, Komponist und Schriftsteller
- Gianni Manera (1940–2013), italienischer Schauspieler und Filmregisseur
- Salvatore Marino (* 1960), italienischer Schauspieler (u. a. Die Kinderklinik)
- Aron Mehzion (* 1970), Künstler und Gastwirt in Düsseldorf
- Amanuel Mesel (* 1990), Langstreckenläufer
- Henok Mulubrhan (* 1999), Radrennfahrer
- Enzo Muzii (1926–2014), italienischer Filmregisseur, Schriftsteller und Fotograf
- Yemane Negassi (* 1946), äthiopischer Radrennfahrer
- Mehari Okubamicael (* 1945), äthiopischer Radrennfahrer
- Gianfranco Rosi (* 1964), italienischer Filmregisseur, Filmproduzent, Kameramann und Drehbuchautor
- Mikael Saglimbeni (* 1940), äthiopischer Radrennfahrer
- Ribka Sibhatu (* 1962),[12][13] Schriftstellerin, geboren in Asmara, seit 1992 in Rom lebend
- Tedros Teclebrhan (* 1983), deutscher Schauspieler und Komiker
- Awet Tesfaiesus (* 1974), Politikerin
- Natnael Tesfatsion (* 1999), Radrennfahrer
- Eskindir Tesfay (* 1976), deutscher Schauspieler, Kampfkünstler und Filmproduzent
- Meron Teshome (* 1992), Radsportler
- Tekeste Woldu (* 1945), äthiopischer Radrennfahrer